# Робърт Гало
Робърт Чарлз Гало (на английски: Robert Charles Gallo) е американски биомедицински изследовател, станал световноизвестен с откриването на Човешкия имунодефицитен вирус (ХИВ) – ретровирус отговорен за Синдрома на придобита имунна недостатъчност (СПИН), и основен учен в бъдещите изследвания на ХИВ вируса.
Гало е директор на „Института по вирусологията на човека“ към Университета на Мериленд, Балтимор. Той и двама от неговите дългогодишните научни сътрудници, Робърт Р. Редфийлд и Уилям А. Блатнер, са съоснователи на Института през 1996 година в партньорство, включително и на държавата, щата Мериленд и град Балтимор. През 2005 година, Гало става съосновател на „Profectus BioSciences Inc.“, която развива и комерсиализира технологии за намаляване заболеваемостта и смъртността, причинени от човешката вирусни болести, включително СПИН.

## Биография
Гало е роден в Уотърбъри, Кънектикът, в семейство на италиански емигранти. Той получава степен бакалавър по биология през 1959 година от „Провидънс колеж“ и медицинска титла от Медицинския колеж във Филаделфия, Пенсилвания през 1963 година.
След завършване на медицинското училище, Гало работи в Университета на Чикаго, а по-късно става научен сътрудник в Националния онкологичен институт. По-късно Гало заявява, че при избора на професия му повлиява ранната смърт на неговата сестра, която умира от левкемия, болест, към която той първоначално посвещава голяма част от изследванията си.

### Работа по ретровирусите
След слушане на речта на биолога Дейвид Балтимор, Гало проявява интерес към изучаването на ретровируси и прави проучване на основната дейност на лабораторията. През 1976 г., Дорис Морган, изследовател в лабораторията на Гало, успешно изолира T-лимфоцити. Франк Рускети, Гало и Морган стават съавтори на научен труд, който описва метода им. Морган и Рускети определят дейността на нов фактор при Т-клетъчен растеж, по-късно са изолирани и идентифицирани като „IL-2“ (интерлевкин-2), от Кендъл А. Смит.
Тези открития позволяват на изследователите да размножават Т-клетките и да изследват вируси, които ги засягат, като човешките Т-вирусни клетки при левкемията или HTLV – първият ретровирус идентифициран при хора, който е изолиран в лабораторията на Гало. Ролята на HTLV в левкемия е изяснен, когато група японски изследователи, го откриват при разработка на рядка форма на болестта и изолират независимо същия ретровирус, показайки, че той е причината. През 1982 година, Гало получава престижната награда Ласкер „за своите пионерски проучвания, които довеждат до откриването на първите човешки туморни вируси РНК и асоциирането им с някои левкемии и лимфоми“.

## ХИВ/СПИН и последващи спорове
На 4 май 1984 година Гало и неговите сътрудници публикуват поредица от 4 статии в медицински научни списания, показващи, че те са изолирали ретровирус, наречен HTLV-III с убеждението, че вирусът е свързан с вируса на левкемията от тяхна предишна работа и е причината за болестта СПИН.
Малко по-рано, през 1983 година, френски екип от Институт Пастьор в Париж, Франция, воден от професор Люк Монтание, публикуват научен труд, описващи ретровирус, който те наричат LAV (лимфаденопатия-свързан вирус), изолирани от пациенти с повишен риск от СПИН. На Гало е връчена за втори път награда Ласкер през 1986 г. „за определянето на ретровируса, известен като HIV-1, който е причина за Синдрома на придобита имунна недостатъчност (СПИН). Така той става единствения получател на две награди Ласкер.
Оттогава има значителни и понякога тежки спорове за това кой е първи в откриването на ХИВ, включително тежки обвинения (които по-късно са снети), казващи, че лабораторията на Гало са откраднали проба на ХИВ, произведена в Института Пастьор. През ноември 1990 г., американската Служба за цялостни изследвания и Националния институт по здравеопазване, наема група на фармацевтичния гигант „Hoffmann-La Roche“, който да анализира архивни проби, съхранявани в Института Пастьор и Лабораторията за туморни клетки и биология (LTCB) на Националния онкологичен институт между 1983 и 1985 г. През 1986 г. и двете наименования отпадат за сметка на обединеното наименование „Human Immunodeficiency Virus“ – човешки имунодефицитен вирус (ХИВ).
Групата, водена от Шенг-Юнг Чанг, разглежда архивни екземпляри и прави сложни изследвания, водещи до независимо заключение през 1993 г., в който се казва, че пробата с вируса от лабораторията на Гало е дошла от лабораторията на Монтание. Чанг установява, че изолираната от френската лаборатория проба „LAV“, е вирус от един пациент, който заразява култура, от друг. След молба за проба, групата на Монтание е изпратила проба от тази култура на Робърт Гало, не знаейки, че има два вируса. След това заразената култура, изпратена на Гало, е тази, по която неговият екип е работил.
Днес е договорено, че първо група на Монтание е изолирала ХИВ, а групата на Гало е разработила схемата, по която вирусът причинява СПИН. През 2008 година Люк Монтание и д-р Франсоаз Бар-Синуси са отличени за откриването на вируса и установяването на връзката между наличието на този вирус и развиването на СПИН, получавайки Нобелова награда за физиология или медицина.